# 34e Legerkorps z.b.V.
Het Duitse 34e Legerkorps z.b.V. (Duits: Generalkommando XXXIV. Armeekorps zur besonderen Verwendung) was een Duits legerkorps van de Wehrmacht tijdens de Tweede Wereldoorlog. Het korps kwam alleen in actie op de Balkan in 1944/45. 

## Krijgsgeschiedenis

### Oprichting
Het 34e Legerkorps z.b.V. werd opgericht op 13 november 1944 in Kroatië uit Korps Müller.

### Inzet
De staf van “Kommandant von Kreta”, onder Generalleutnant Friedrich-Wilhelm Müller, werd vanaf 1 oktober 1944 Korps Müller genoemd. Dit korps nam een frontstuk over ten zuiden van de Donau dat door de Sovjets onder druk lag. Het korps beschikte over de 1e Bergdivisie, de 7e SS-Bergdivisie en het 2e Regiment Brandenburg. Het korps vocht hierbij onder Armee-Abteilung Serbien.  Het lukte het korps ook om Užice op 6 november na harde strijd tegen de Partisanen in te nemen.

Op 13 november 1944 werd Korps Müller omgedoopt in 34e Legerkorps z.b.V.

In 2e helft van november 1944 bestond het korps uit de 7e SS-Bergdivisie en de 104e Jägerdivisie en in januari 1945 uit dezelfde 2 divisies plus de 11e Luftwaffen-Felddivisie. 
Van december 1944 tot midden april 1945 bevond het korps zich in Syrmië, rondom Vukovar, met front naar het oosten, tussen de Donau en de Sava.
In januari 1945 werd het korps offensief en viel op 17 januari het 1e Joegoslavische Leger aan. De voormalige partizanen werden met grote verliezen aan manschappen en materieel teruggeworpen. Het korps kon de frontlijn zo’n 15 km naar het oosten schuiven, nam de z.g. Nibelungen linie weer in en deze kon tot midden april gehouden werden. In april 1945 beschikte het korps over 22e en 44e Infanteriedivisies plus Festungsbrigade 963. Op 12 april was het stafkwartier van het korps in Nuštar. Als deel van het grote Joegoslavische Partizanen offensief van maart en april 1945, viel het 1e Joegoslavische Leger op 12 april het korps aan. Tegen 22 april werd het front onder de voet gelopen, het korps was verslagen en de partizanen rukten nu snel op richting Zagreb. Het korps trok in westelijke richting terug.

Het 34e Legerkorps z.b.V. gaf zich in mei 1945 over.

## Bovenliggende bevelslagen
| Leger          | Legergroep     | Plaats/regio      | Begin            | Eind          |
| -------------- | -------------- | ----------------- | ---------------- | ------------- |
| Heeresgruppe E | Heeresgruppe F | Belgrado, Kroatië | 13 november 1944 | 25 maart 1945 |
| Heeresgruppe E | OB Südost      | Kroatië           | 25 maart 1945    | mei 1945      |

## Commandanten
| Rang                   | Naam                     | Begin            | Eind            |
| ---------------------- | ------------------------ | ---------------- | --------------- |
| General der Infanterie | Friedrich-Wilhelm Müller | 13 november 1944 | 8 december 1944 |
| General der Flieger    | Hellmuth Felmy           | 8 december 1944  | eind oorlog     |